# Musa rubra
Musa rubra är en enhjärtbladig växtart som beskrevs av Nathaniel Wallich och Kurz. Musa rubra ingår i släktet bananer, och familjen bananväxter. Inga underarter finns listade i Catalogue of Life.